# Calculadora Anita

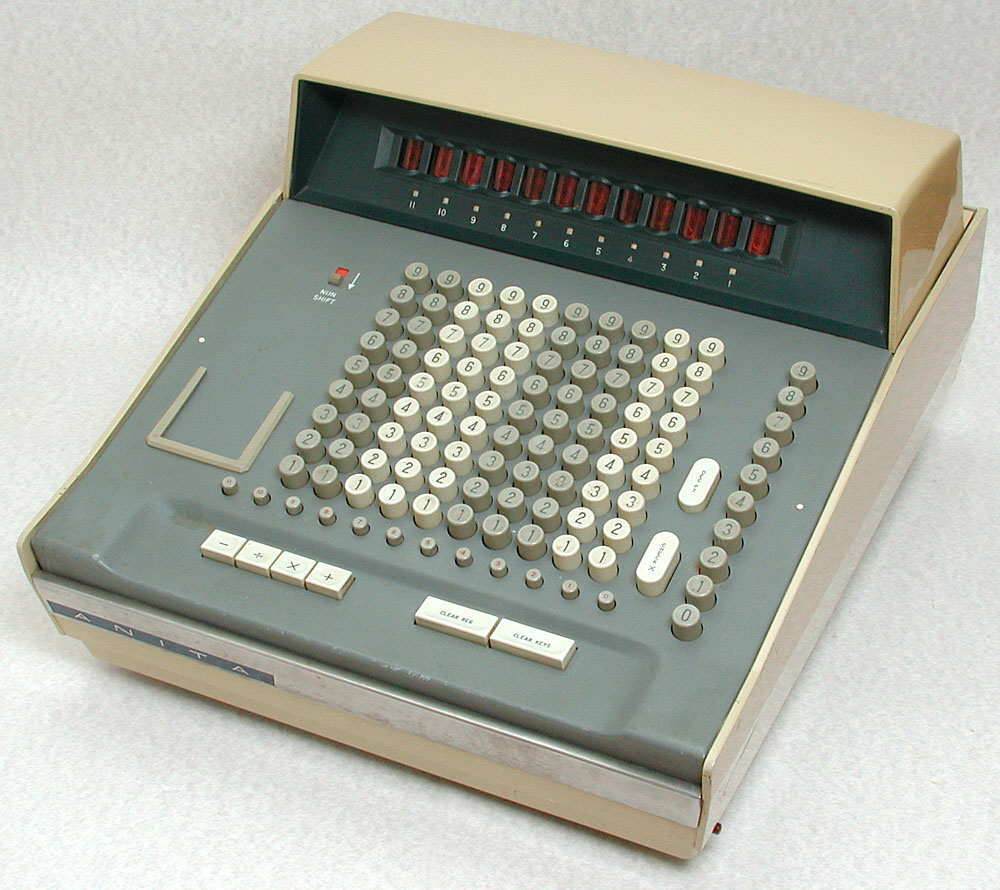
Anita MK VIII.

Las calculadoras Anita Mark VII y Anita Mark VIII fueron lanzadas simultáneamente a finales de 1961 como las primeras calculadoras electrónicas de escritorio del mundo. Diseñadas y construidas por la compañía Bell Punch en Inglaterra, y comercializadas a través de su división Sumlock Comptometer. Usaron tubos de vacío y tubos de conmutación de cátodos fríos en su lógica de circuitos y tubos Nixie para sus pantallas numéricas.
Fueron las primeras calculadoras de escritorio y manuales que la compañía desarrolló y vendió bajo el nombre de ANITA a mediados de los 70.

## Historia de las calculadoras ANITA
El acrónimo de ANITA se piensa que puede venir de 'A New Inspiration To Arithmetic' o 'A New Inspiration To Accounting', pero esto son solo rumores, y puede ser que solamente sea el nombre que le dio su diseñador.
La compañía Bell Punch (nombrada así por su primer producto, una perforadora de tarjeta con una campana usada por los conductores de autobús y tram) produjo una gran cantidad de calculadoras de impulsos mecánicos bajo los nombres de “Plus” y “Sumlock”, desde los años 30. En 1956 el joven graduado Nerbert Kitz (conocido también como Norman Kitz), el cual trabajó en el primer proyecto de computadora “British Pilot ACE”, se reunió con algunos directores de Control Systems LTD, la cual es una filial de la compañía Bell Puch. Algunos años antes, mientras investigaba la introducción a su tesis, el observó las calculadoras mecánicas en el Museo de Ciencia de Londres, y se dio cuenta de que el futuro de las calculadoras residía en la electrónica. Desafortunadamente, las mayores empresas de calculadoras mecánicas estaban lejos, en EE. UU. y Alemania, y la idea de Kitz quedó latente hasta la reunión.
Los directores tenían ideas de futuro y quedaron impresionados por Kitz y su idea. Decidieron abrir un departamento de desarrollo electrónico, y utilizaron a Kitz como líder del proyecto para desarrollar una versión electrónica de las calculadoras mecánicas de la compañía. Para proteger la confidencialidad del proyecto, este cogió el sobrenombre de ANITA.
Desde que la compañía tuvo líneas de producción capaces de fabricar partes mecánicas precisas por el orden de miles, los primeros modelos experimentales fueron híbridos entre mecánicos y electrónicos. Sin embargo, se persiguió encontrar un modelo puramente electrónico.
Al ser los pioneros en este campo, había muchas áreas técnicas que requerían un desarrollo considerable:
- Desarrollo de circuitos electrónicos para las cuatro funciones aritméticas: suma, resta, multiplicación y división.

- Desarrollo de circuitos integrados para el almacenamiento de los números que iban a ser usados en el cálculo, utilizando un espacio reducido y un consumo reducido.

- Producir un teclado adecuado para introducir los números para los cálculos. Este tendría que tener un funcionamiento estable a largo tiempo y una buena fiabilidad eléctrica.

- Desarrollar una salida adecuada para mostrar los resultados.

Sin embargo, la principal limitación fue el coste de la calculadora. Las computadoras electrónicas más baratas costaban aproximadamente 50000 libras, pero para ser competentes con las calculadoras mecánicas, el precio de venta de la calculadora eléctrica era de 350-400 libras.

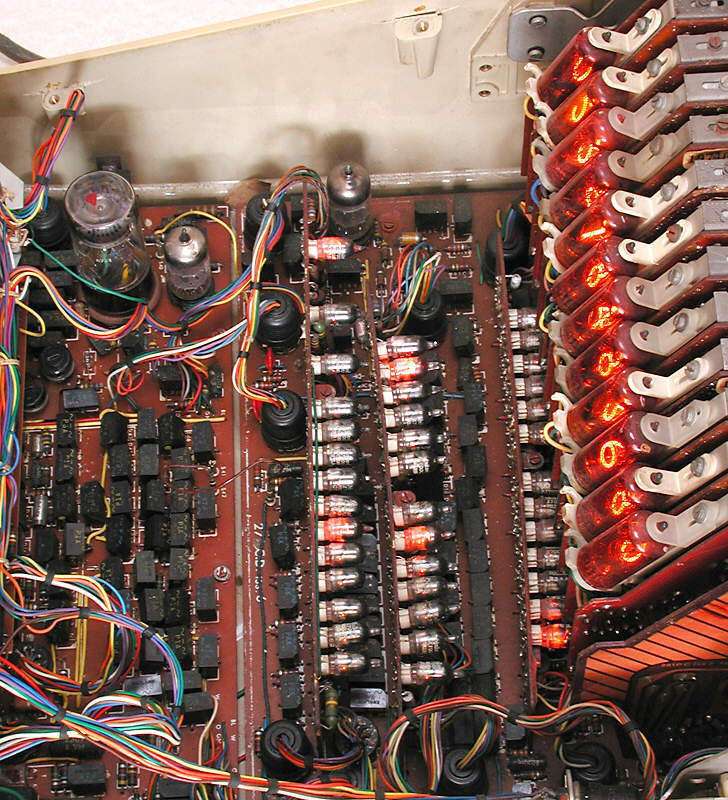
Interior de la calculadora Anita MK VIII.

El primer prototipo completamente eléctrico fue enseñado al consejo de administración de la empresa en diciembre de 1958. Es interesante decir que este prototipo fue posteriormente donado por la compañía al Museo Científico de Londres, donde Kitz tuvo su inspiración sobre las calculadoras eléctricas. Pasaron varios años de búsqueda de los componentes eléctricos y mecánicos adecuados para la producción, probándolos, y comprobar si realizar la producción en la propia empresa o producirla en terceros.
La gran culminación de todo el esfuerzo tuvo su fruto en octubre de 1961, cuando se presentó la primera calculadora de escritorio electrónica. Fue la ANITA Mk VIII en la Business Efficiency Exhibition en Londres, desde el 2 al 11 de octubre de 1961, y la ANITA Mk VII en el Hamburg Business Equipment Fair en Alemania desde el 10 al 13 de octubre de 1961.
Dado que la tecnología de los transistores estaba en sus inicios, estas máquinas usaban tubos de vacío, tubos catódicos y decatrones en sus circuitos, y tubos nixie para mostrar los resultados. Esta tecnología era bastante robusta y rentable; El contador de tubo dekatron era equivalente a un contador de circuitos integrados. La ANITA Mk VII fue comercializada en Europa, mientras que la ANITA Mk VIII fue comercializada en Inglaterra y en el resto del mundo. La Mk VII tenía un diseño más anticuado con un modo de multiplicación más complicado, el cual pronto se redujo con la simplicidad de la versión VIII. Los circuitos lógicos, aunque digitales, estaban basado en la notación decimal en lugar de la binaria. Similares a los comptómetros de la época, la ANITA tenía un teclado completo, una característica que la hacía única a ella y a la posterior Sharp CS-10A entre las calculadoras electrónicas. Era silenciosa y muy sencilla para operar, y la única calculadora eléctrica de escritorio disponible, la ANITA se vendía bien, alcanzando unas ventas de 10000 unidades por año en 1964.
1961 fue un año muy bueno para la compañía Bell Punck además de fusionar si división de calculadoras con la British operation of Comptometer Corporation de Chicago, para formar Sumlock Comptometer Ltd. Este ganó el derecho de usar el nombre de Comptometer y además fabricar calculadoras mecánicas para ser vendidas por la Comptometer Corporation en EE. UU.
El desarrollo y fabricación de la calculadora ANITA tubo lugar en la sede de Bell Punch Company en Uxbridge, a 24 km al oeste de Londres. Además, la principal empresa de producción estaba en Portsmouth, en la costa sur, donde la compañía se expandió, abriendo en 1952 para producir partes mecánicas de las calculadoras, mediante la adquisición de nuevos edificios. Para la fabricación de los miles de circuitos la compañía invirtió en la nueva tecnología de la wave soldering.
Con la aparición de las calculadoras ANITA, otros fabricantes de calculadoras presionaron con diseños de modelos electrónicos. A finales de 1963 y 1964 llegó la competencia con el lanzamiento de los modelos de transistores como el Friden EC-130, IME 84, and Sharp CS-10A. Inicialmente las competidoras de la ANITA no eran más pequeñas ni más baratas que estas, pero Bell Punch respondió abriendo una nueva factoría de investigación y desarrollo en Uxbridge, y las investigaciones sobre la electrónica fueron incrementando para las calculadoras y los otros productos de Bell Punch.
El nombre de ANITA continuó utilizándose para los modelos que le siguieron, los cuales se trasladaron a las tecnologías de transistores y circuitos integrados, hasta cerca de los 70, cuando aparecieron los modelos de mano.
En 1966 las operaciones de fabricación de calculadoras de la compañía Bell Punch se formaron en una empresa aparte, llamada Sumlock-Anita Electronics, y continuaron fabricando ambas, las mecánicas y las eléctricas, comercializdas por la división Sumlock Comptometer.
En 1973 hubo un mayor desarrollo cuando la división Sumlock-Anita Electronics fue comprada por la principal proveedor de circuitos integrados, Rockwell International de EE. UU. El resto de la compañía Bell Punch continuó fabricando y vendiendo sus otros productos, tales como los taxímetros.
En 1976 Rockwell decidió salir del mercado de las calculadoras, ya que las calculadoras habían reducido mucho su precio y habían reducido la rentabilidad de esta industria. Sumlock-Anita Electronics fue cerrada y el nombre de ANITA fue vendido a una empresa de marketing y pronto desapareció. El resto de la compañía Bell Punch, la cual era completamente independiente de Rockwell, continuó abierta hasta 1986, cuando cerró.

## Modelos conocidos de la calculadora ANITA
- Modelos de escritorio
  - ANITA Mk
    - ANITA Mk VII - 1961
    - ANITA Mk VIII (aka Mk 8) - 1961
    - ANITA Mk 9 - 1964
    - ANITA Mk 10 - 1965
    - ANITA Mk 11 - 1968
    - ANITA Mk12 - 1966

  - ANITA 1011Anita 1011.
    - ANITA 410P
    - ANITA 500P
    - ANITA 1000 - 1969
    - ANITA 1010 - 1969
    - ANITA 1011 - 1969
    - ANITA 1011P - 1971
    - ANITA 1020 - 1970
    - ANITA 1021 - 1970

  - ANITA 1011 LSI
    - ANITA 1000 LSI - 1971
    - ANITA 1000B LSI - c1971
    - ANITA 1011 LSI - 1971
    - ANITA 1011B LSI - 1971
    - ANITA 1011P - c1971
    - ANITA 1021 LSI
    - ANITA 1041
    - ANITA 1211 LSI (aka 1211D)
    - ANITA 1211P - 1973
    - ANITA 1212D - 1972
    - ANITA 1212P
    - ANITA 1233D - 1972
    - ANITA 1233P - 1973

  - Rockwell
    - Rockwell-ANITA 811 SL - 1974
    - Rockwell-ANITA 1041
    - Rockwell-ANITA 1211
    - Rockwell-ANITA 1211 SL - 1974
    - Rockwell-ANITA 1211P - 1973
    - Rockwell-ANITA 1216 - c1973
    - Rockwell-ANITA 1432

- Modelos manuales
  - ANITA 811Anita 811.
    - ANITA 810
    - ANITA 811 - 1972
    - ANITA 831
    - ANITA 841
    - ANITA 851
    - ANITA 861
    - ANITA 8041

  - Triumph

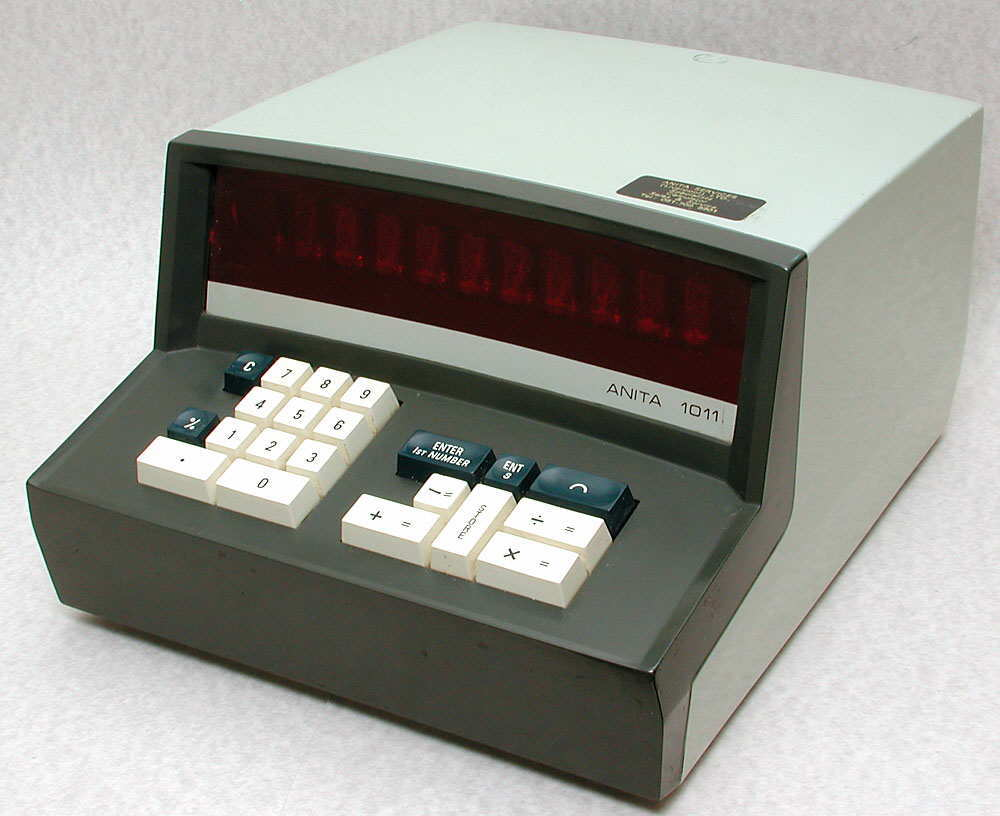
Anita 1011.

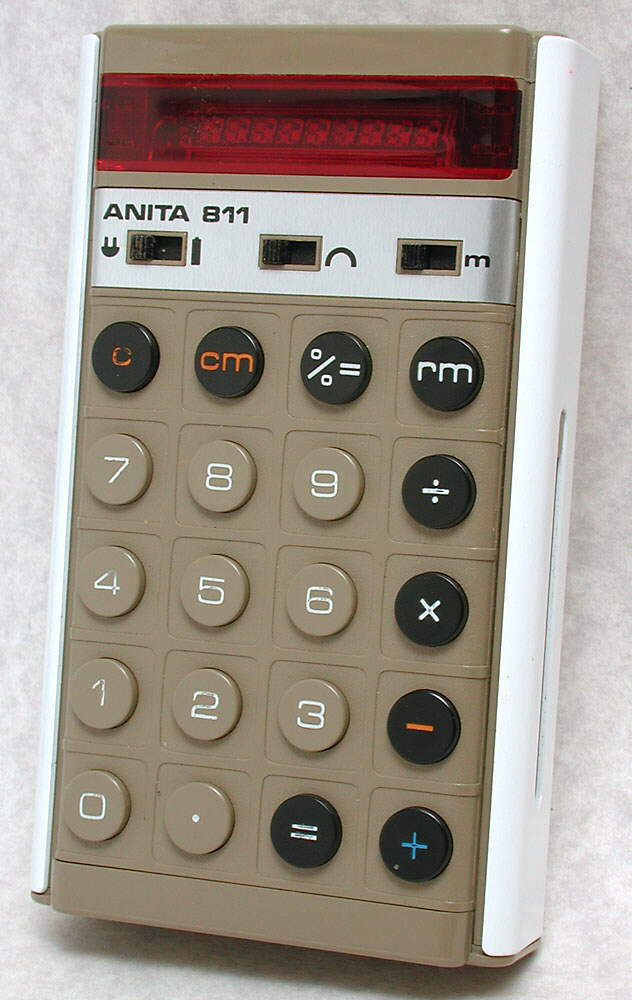
Anita 811.

    - Triumph-Adler 81 - c1972, similar a la ANITA 811

  - Rockwell
    - Rockwell-ANITA 102
    - Rockwell-ANITA 201
    - Rockwell-ANITA 202/SR

## Patentes
- GB patent 868,753 – Improvements in or relating to Calculating Machines – Norbert Kitz, Robert Milburn Ricardo M. 1986. Christopher Webb: Bell Punch Company Ltd., 1961 (first application Sept. 6, 1956, filed Sept. 6, 1957), - Controlador electrónico controlado por teclado, de escritorio que calcula sumas, restas, multiplicaciones y divisiones.
- U.S. Patent 3,280,315 - Key controlled decimal electronic calculating machine – Norbert Kitz: Bell Punch Company Ltd., 1966 (filed Dec. 29, 1961), - Calculadora electromecánica capaz de sumar, restar, multiplicar y dividir.